# Sugimura Kōzō
Sugimura Kōzō (japanisch 杉村 廣藏; geboren 3. Oktober 1895 in Hakodate, Präfektur Hokkaidō; gestorben 8. Januar 1948) war ein japanischer Wirtschaftstheoretiker.

## Leben und Wirken
Sugimura Kōzō machte seinen Studienabschluss an der „Tōkyō University of Commerce“ (東京商科大学, Tōkyō shōka daigaku), der heutigen Hitotsubashi-Universität. Er bildete sich dort weiter unter dem Wirtschaftswissenschaftler Sōda Kiichirō (1881–1927). Nachdem er von 1929 bis 1932 in Berlin an der Friedrich-Wilhelms-Universität studiert hatte, wurde er Professor für Philosophie und Wirtschaftsgeschichte an seiner Alma Mater.
1935 trat Sugimura im Zusammenhang mit dem „Leere-Stimmabgabe-Zwischenfall“ (白票事件; Hakubyō jiken) zurück: Die Universität konnte sich nicht über seine Doktorarbeit bezüglich der Werte-Theorie einigen. Er wechselte daraufhin in die Wirtschaft und wurde Direktor der japanischen Industrie- und Handelskammer in Shanghai und ein Auditor der Mitsubishi Shōji, der heutigen Mitsubishi Corporation. Daneben setzte er die Arbeit seines Mentors Sōda fort und wurde zum ersten, der in Japan eine Wirtschaftsphilosophie formulierte. 
Zu Sugimuras Arbeiten gehören „Grundlegende Fragen der Wirtschaftsphilosophie“ (経済哲学の基本問題, Keizai tetsugaku no kihon mondai) aus dem Jahr 1935, „Struktur der Wirtschaftsethik“ (経済倫理の構造, Keizai ronri no kōzō) und „Philosophie des Sozialismus“ (社会主義の哲学, Shakaishugi no tetsugaku).